# Comté de Lander
Pour les articles homonymes, voir Lander.
Le comté de Lander, en anglais : Lander County, est un comté situé dans l'État du Nevada, aux États-Unis. Son siège est la ville de Battle Mountain. Selon le recensement de 2020, la population du comté est de 5 734 habitants.

## Géographie
La superficie du comté est de 14 295 km2, dont 14 288 km2 est de terre. 

### Comtés adjacents
- Comté d'Elko (nord)
- Comté d'Eureka (est)
- Comté de Nye (sud)
- Comté de Churchill (ouest)
- Comté de Pershing  (ouest)
- Comté de Humboldt  (nord-ouest)

## Démographie
| Groupe            | Comté de Lander | Nevada | États-Unis |
| ----------------- | --------------- | ------ | ---------- |
| Blancs            | 84,0            | 66,2   | 72,4       |
| Autres            | 8,6             | 12,6   | 6,4        |
| Amérindiens       | 4,2             | 1,2    | 0,9        |
| Métis             | 2,5             | 4,7    | 2,9        |
| Asiatiques        | 0,4             | 7,2    | 4,8        |
| Noirs             | 0,4             | 8,1    | 12,6       |
| Total             | 100             | 100    | 100        |
| Latino-Américains | 21,1            | 26,5   | 16,7       |

Selon l'American Community Survey, en 2010, 80,29 % de la population âgée de plus de 5 ans déclare parler l'anglais à la maison, 16,87 % l'espagnol, 1,03 % le navajo et 1,81 % une autre langue.